# Samba de Janeiro
„Samba de Janeiro” – debiutancki singel zespołu muzycznego Bellini, wydany w 1997 roku. Singel został wydany na albumie o tym samym tytule.

## Notowania na listach przebojów
| Kraj/Region       | Lista (1997)    | Najwyższa pozycja |
| ----------------- | --------------- | ----------------- |
| Niemcy            | Top 100 Singles | 2                 |
| Szwajcaria        | Singles Top 50  | 2                 |
| Francja           | Top 50 Singles  | 3                 |
| Austria           | Singles Top 40  | 3                 |
| Belgia (Walonia)  | Ultratop 40     | 4                 |
| Belgia (Flandria) | Ultratop 50     | 4                 |
| Finlandia         | Top 20 Singles  | 6                 |
| Wielka Brytania   | Singles Top 100 | 8                 |
| Holandia          | Single Top 100  | 10                |
| Norwegia          | Top 20 Singles  | 12                |
| Szwecja           | Top 60 Singles  | 23                |